# إرنست غيلنر
إرنست غيلنر (بالإنجليزية: Ernest Gellner) (9 ديسمبر 1929 - 5 نوفمبر 1995) وهو فيلسوف بريطاني تشيكي وعالم إنسانيات واجتماع

## نشأته
ولد غيلنر في باريس لأبوين يهودين. أنهى دراسته الابتدائية في تشيكوسلوفاكيا. وبعد صعود أدولف هتلر في ألمانيا غادر أهله تشيكوسلوفكيا عندما كان في الثالثة عشر من العمر إلى شمال لندن حيث أنهى تعليمه الجامعي وحصل على شهادة الدكتوراه في سنة 1961 عن أطروحتة في تنظيم زاوية الأمازيغ
لإرنست غيلنر مساهمة في كتاب الشعب والأمة والدولة الذي حرره إدوارد مورتيمر ونقله إلى العربية الدكتور أكرم حمدان، ومساهمته هي الفصل الثالث من الكتاب، وهي بعنوان «سرة آدم»، وقد جاء في مقدمتها عن إرنست غيلنر:
في الخامس من نوفمبر/تشرين الثاني عام 1995 توفي إرنست جيلنر Ernest Giellner في براغ، المدينة التي عاش فيها طفولته، وعاد إليها عام 1992 ليؤسس مركز أبحاث القومية، الذي استقبل في شهر سبتمبر من هذا العام الدفعة الأولى من طلاب الدراسات العليا (الدكتوراه) والذين تذكر أحدهم أستاذهم بالكلمات التالية:
لم نَجْرُؤْ يومًا أن ندعوَ الأستاذ جيلنر باسمه الأول، ولكنه كان يصر على أن ندعوه إرنست، قائلًا: «ادعوني إرنست من فضلكم»، إلا أننا بقينا جد وجلين. تعليقه الأول على أوراقنا كان دائمًا: «كذا وكذا كان جيدًا، ولكن...». لقد كان جيلنر مشهورًا بمقولته «لكن». لقد كان بالنسبة لنا، نحن الطلابَ المتخرجين الوافدين من وسط وشرق أوروبا، والذين ما زلنا في بدايات مهننا الأكاديمية، التسامحَ والإلهام أنفسهما.لم يتبرم يومًا بأفكارنا ومشكلاتنا التافهة، كما لم يدع سانحة لإشعارنا بأهميتنا إلا واهتبلها. لقد طلب منا في المؤتمر الأخير الذي حضرناه معه أن نتكلم ملء أفواهنا، لأنه كان يريد أن يسمع، عاليًا وبوضوح، أسماءنا واسمَ وليدِ عقله – مركز أبحاث القومية، جامعة وسط أوروبا، براغ.لم يكن إنسانًا عابثًا، بل لعله كان معلمًا شديدًا كثير المطالب، إلا أنه كان يلقانا بابتسامة عريضة، ويدخل البهجة والسرور إلى قلوبنا. في حفلات الاستقبال، كان دائمًا يتأكد من امتلاء كؤوسنا. كنا نمتلئ هيبة لدى مصادفته في مسكن الطلاب في شارع بروكوبوفا. لقد عاش معنا هناك، ولكنه لم يشتك يومًا من حفلاتنا، أو من اصطفافه معنا لانتظار الهاتف. أما خارجًا، في طرقات براغ، فقد كان بإمكاننا أن نشخصه عن طريق قبعاته الرخيصة الأنيقة. لقد علمنا الأستاذ جيلنر لذة التعلم، وأصولَ المناقشة الأكاديمية. لن ننسى ذلك، ولن ننساه هو.